# Ragösen
Ragösen is een plaats en voormalige gemeente in de Duitse deelstaat Saksen-Anhalt, en maakt deel uit van de Landkreis Wittenberg.

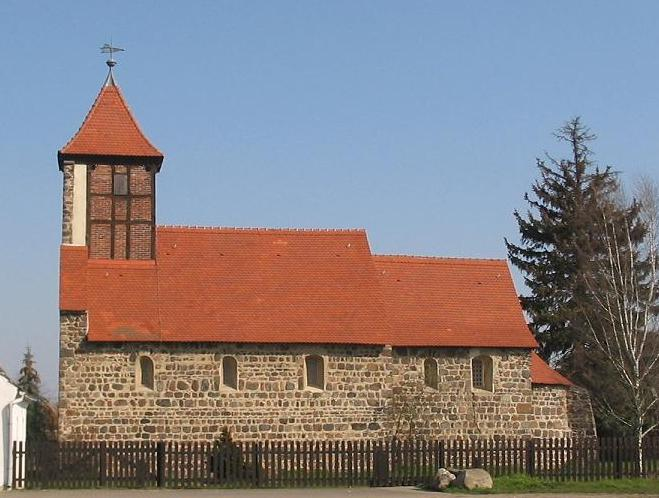
13de-eeuwse kerk in Ragösen

Ragösen telt 212 inwoners.